# ホクサイ (クレーター)
ホクサイ（英: Hokusai）は、惑星水星のクレーターである、1991年にゴールドストーン深宇宙通信施設によって発見された。発見当初は特徴B (Feature B) と仮称されていた。
かつては楯状火山とも考えられているが、現在は光条を持つクレーターと判明しており、新鮮な衝撃噴出物によって電波が散乱されたため、比較的若い構造と考えられる。
直径約95kmだが光条は1000km以上にもわたり、水星の北半球の大半を覆っている、名前は日本の浮世絵師葛飾北斎に由来する。